# Бакали (Бураєвський район)
Бакали́ (рос. Бакалы, башк. Баҡалы) — присілок у складі Бураєвського району Башкортостану, Росія. Входить до складу Кашкалевської сільської ради.
Населення — 195 осіб (2010; 255 у 2002).
Національний склад:
- башкири — 98 %

У присілку народився татарський співак, музикант та народний артист Альфіс Кіямов (1960-2002).